# The Forest (videogioco)
The Forest è un videogioco in prima persona, di tipo survival horror free roaming, sviluppato dall'azienda canadese Endnight Games per Microsoft Windows. 
Il gioco si svolge su una penisola, ricca di foreste, dove il protagonista, il padre di un bambino di nome Timmy, è precipitato lì insieme a suo figlio per colpa di un incidente aereo. All'inizio il giocatore si ritroverà ad essere solo in una penisola piena di cannibali, con il figlio in mano a loro e con il resto dei passeggeri dell'aereo morti o rapiti e trucidati dagli indigeni. 
Il gioco è di tipo free roaming, non vi sono missioni di sorta, tutto sta nell'abilità del giocatore nel prendere decisioni per la sopravvivenza; difatti la penisola offre le materie primarie necessarie per sopravvivere e costruire rifugi, attrezzi, utensili e quant'altro risulti utile a potersi procurare cibo, acqua e a difendersi dai cannibali.
La versione pre-alpha del videogioco fu distribuita in accesso anticipato sulla piattaforma Steam il 30 Maggio 2014. La versione finale completa, 1.0, è stata annunciata per la pubblicazione il 30 aprile 2018.
Le prime recensioni sul gioco pre-alpha furono molto positive. Le attuali non sono da meno: esso, infatti, vanta una media delle recensioni su Steam estremamente positiva, con una valutazione di 9/10.
Il 22 maggio 2018 è uscito il supporto alla realtà virtuale, solo per PC.

## Trama
La storia inizia con il protagonista Erik, esperto di sopravvivenza e star televisiva, in viaggio su un aereo di linea della compagnia aerea immaginaria "Coupon air" assieme al figlio Timmy. Durante il volo l'aereo attraversa una turbolenza che causa lo spegnimento dei motori del velivolo portando quest'ultimo a precipitare. 
Al suo risveglio, il protagonista assiste al rapimento del figlio da parte di un uomo in abiti tribali e completamente ricoperto di una pittura rossastra. Una volta raccolte le forze, Erik si avventura sulla penisola dov'è precipitato l'aereo, scoprendo che lui e suo figlio sono gli unici ad essere sopravvissuti al terribile schianto e che, il luogo dove si trova, è la dimora di umanoidi dall'atteggiamento ostile e affamati di carne umana e di creature mostruose altrettanto letali. 
Continuando nell'esplorazione, il giocatore potrà accumulare degli oggetti utili a proseguire nella storia come un respiratore subacqueo indispensabile per superare zone allagate senza annegare, o una tessera magnetica che sblocca una massiccia porta d'acciaio nel mezzo di un'enorme dolina posta al centro della penisola. Superata questa porta, il protagonista si ritrova in una struttura adibita a laboratorio e si accorge che le mostruose creature che abitano le profondità e la superficie della penisola sono frutto di esperimenti compiuti su degli esseri umani dalla casa farmaceutica Sahara, alla ricerca di una possibile "cura" contro la vecchiaia. Per compiere tali esperimenti, la Sahara si è servita di alcuni artefatti di natura sconosciuta, già presenti sulla penisola: il primo è una sorta di "trasferitore di vita", che permette di rianimare un cadavere sacrificando un soggetto vivo, l'altro è un dispositivo che genera impulsi elettromagnetici in grado di abbattere addirittura gli aerei in volo. È proprio nel primo di questi artefatti che il padre troverà Timmy, privo di vita, ancora attaccato alla macchina. Il rapitore di Timmy, infatti, altro non era che un membro della Sahara di nome Matthew Cross il quale, alla morte della figlia Megan, ha deciso di servirsi dell'artefatto per abbattere un aereo, nella speranza di trovare un corpo adatto da sacrificare per riportare in vita la figlia deceduta.
Tuttavia, Erik trova Cross morto in una stanza, con dei pastelli conficcati in tutto il corpo. Avanzando nella struttura, il giocatore incontra la piccola Megan, pallida e coperta di sangue, intenta a giocare con un aereo giocattolo. Subito dopo, dalla bocca della bambina spuntano delle gigantesche zampe che si riveleranno appartenere ad una creatura che si è impossessata della ragazzina. Così inizia lo scontro finale con l'unico boss presente nel gioco. Quando il protagonista riesce ad uccidere la creatura, quest'ultimo raccoglie il corpicino esanime di Megan, tentando il trasferimento per riportare in vita Timmy senza successo poiché la macchina necessita di un soggetto in vita.

### Finali
Primo finale
Per poter resuscitare il figlio, il protagonista decide di abbattere un aereo utilizzando il secondo artefatto per trovare un sacrificio. Tempo dopo Timmy e il padre vengono invitati ad una trasmissione dove raccontare la loro drammatica vicenda. Durante l'intervista, però, Timmy comincia a sentirsi male e crolla a terra in preda alle convulsioni, come successo a Megan Cross prima della sua trasformazione. Tuttavia dopo qualche secondo appare una seconda parte in cui Erik si china su di lui privo di sensi ancora nello studio, pare non essersi trasformato e dopo aver riaperto gli occhi sorride al padre.  Dopo i titoli di coda assistiamo ad un secondo finale che vede un Timmy adulto che dopo essersi fatto la doccia si sposta in una stanza in disordine e si siede per bere da una bottiglia, quando inizia a sentirsi strano e si avvicina alla finestra osservandosi le mani che mostrano una strana cosa sotto la pelle che si muove e sparisce. 
Finale alternativo
Se nella stanza di attivazione del computer dove possiamo far cadere l'aereo non premiamo il pulsante, ma sceglieremo di disattivare l'artefatto si aprirà dalla parte opposta del computer una porta per un ascensore. Una volta scesi si tornerà nelle grotte dove dopo aver esplorato ancora qualche cunicolo e dopo aver fatto esplodere una parete di roccia troveremo un'uscita che ci porterà all'esterno. Qui partirà una cinematica in cui si può vedere il protagonista prendere la foto di Timmy e, dopo averla osservata con cura, utilizzare il suo accendino per darle fuoco, fino a bruciarla completamente. L'aereo sorvola la penisola, obbligando così il giocatore a proseguire la sua avventura.

## Modalità di gioco
In The Forest il giocatore deve sopravvivere in una penisola boscosa dopo un incidente aereo nel corso del quale dei misteriosi individui hanno rapito suo figlio. La sopravvivenza del giocatore è necessaria, deve prepararsi un riparo, creare o cercare armi e altri strumenti per la sopravvivenza,  mangiare e nutrirsi. Oltre a vari animali l'isola è abitata da una tribù di cannibali notturni, alcuni di aspetto mutante, che abitano nelle profondità delle caverne nel sottosuolo della penisola. Non sono necessariamente ostili, ma il loro comportamento è aggressivo nei confronti del giocatore, specie di notte. Gli sviluppatori pongono una domanda ai giocatori in questa tematica: "siete voi gli antagonisti per gli abitanti dell'isola, oppure viceversa?" L'intelligenza artificiale dei cannibali è abbastanza avanzata, li si vede adottare comportamenti umani come esitare prima di attaccare il giocatore, ripararsi, erigere macabre effigi utilizzando i cadaveri umani dei passeggeri dell'aereo precipitato, trascinare i feriti o aiutare chi si infortuna, prendere distanze, decidere su tattiche strategiche e altri comportamenti simili. Hanno paura del fuoco e si astengono ad avvicinare in giocatore quando c'è un falò o una torcia nelle vicinanze. Anche se non ci sono missioni, vi è una conclusione opzionale nel gioco.
Il ciclo giorno/notte ruota regolarmente e il giocatore potrà esplorare la mappa, crearsi un riparo, armi e trappole, dedicarsi alla caccia degli animali e raccogliere materiali vari per la sua sopravvivenza, il tutto dovendosi difendere dai cannibali, di giorno ma soprattutto di notte.

## Personaggi

### Umani
- Erik LeBlanc: il protagonista del gioco ed unico personaggio giocabile (in single player). È un esperto di sopravvivenza e un abile combattente, in grado di realizzare numerosi oggetti e strutture (come armi, trappole, falò, ripari e tanto altro). Assieme a Timmy, è l'unico ad essere sopravvissuto allo schianto dell'aereo.

- Timmy LeBlanc: il figlio del protagonista. È un bambino di circa 10 anni, che viene rapito da un presunto cannibale sin dai primi minuti di gioco. Raccogliendo i suoi disegni, sparsi per tutta la mappa di gioco, si verrà a conoscenza del fatto che il suo rapitore lo ha portato in vari luoghi della penisola, avendo però cura del bambino. È possibile trovare anche le parti del giocattolo di Timmy (un robot) sparpagliate anch'esse, come i disegni, per tutta la penisola.

- Megan Cross: una ragazzina, cresciuta e divisa tra due genitori divorziati. Prima degli eventi della storia, sua madre e suo padre si erano allontanati, causa un ordine restrittivo contro suo padre Mathew. Megan sembra essere stata una bambina normale, anche se con alcuni problemi di salute sconosciuti, con un amore per la colorazione, prima della sua prematura scomparsa.

- Matthew Cross: il rapitore di Timmy e padre di Megan Cross, nonché scienziato della Sahara. È stato proprio Mathew Cross a far precipitare l'aereo e ad uccidere Timmy, una volta portato nei laboratori sotterranei della Sahara. Verrà trovato privo di vita, ucciso dalla figlia.

### Cannibali
- Magri o affamati: sono la tipologia base di cannibali. Sono molto più ostili e aggressivi dei cannibali normali e provocheranno immediatamente il giocatore senza pensarci due volte. Sono più piccoli, bassi e veloci dei cannibali normali, ma meno forti;
- Normali: sono i cannibali più comuni. Sono inizialmente neutrali con il giocatore, ma se stuzzicati possono diventare ostili. La loro peculiarità è che girano sempre in gruppo, composto da uomini (pelati e dipinti), donne (pelate, con o senza vestiti) e il leader (presentano spesso o una torcia o un teschio sul retro della testa, una collana di CD e 3 coppia di braccia mozzate sulla schiena);
- Magri pallidi o affamati pallidi: sono piccoli mutanti con la pelle blu scuro/grigia, con occhi completamente bianchi e nudi. Si trovano molto spesso all'interno delle caverne e in gruppetti. Dopo 5 giorni però possono essere avvistati sulla superficie;
- Pallidi: sono come i magri pallidi, ma più grandi. Si trovano nelle caverne e possono essere da soli o in gruppo. Dal giorno 6 si potranno trovare in superficie insieme ad altri cannibali magri pallidi;
- Dipinti: possono essere sia maschi che femmine e hanno una piccola croce nera sul petto. Sono molto più forti e veloci dei cannibali normali e possono viaggiare insieme ai cannibali lanciafuoco. Possono essere presenti anche dei leader dipinti, ma saranno di un grigio scuro con una croce rossa sul petto;
- Lanciafuoco: il loro obiettivo è quello di distruggere la base del giocatore. Sono dotati di una torcia di fuoco con cui incendieranno delle palline da tennis. Sono più deboli della norma, ma possiedono estrema precisione;
- Magri mascherati o affamati mascherati: sono più piccoli dei cannibali mascherati, ma viaggiano insieme a loro. Essendo più forti dei cannibali magri e normali, con il passare del tempo sostituiranno completamente questa tipologia di mutanti;
- Mascherati: sono i cannibali più forti del gioco. Viaggiano in gruppi da 2-5 mutanti insieme ai magri mascherati e dal giorno 22 inizieranno a comparire sulla superficie sostituendo pian piano i cannibali pallidi che dalle grotte si sono spostati nella foresta;
- Lancia dinamite (rimossi): erano mutanti che potevano lanciare dinamite al giocatore. Sono stati aggiunti nella versione 0.28, ma rimossi nella versione 0.28d a causa del loro enorme potere distruttivo che rovinava l'esperienza di gioco.

### Mostri inquietanti
In The Forest, oltre ai normali cannibali, ci sono altri nemici, ovvero i mutanti inquietanti, che sono:
- Armsy: sono più alti del giocatore e dei normali mutanti, oltre ad essere significativamente più forti di loro. Urlano con rabbia a intermittenza, quindi il giocatore di solito può sentire un Armsy prima che venga visto. Come con tutti i mutanti inquietanti, è meglio ucciderlo a distanza con fuoco, esplosivi o frecce, in modo che non abbia la possibilità di colpire. Gli Armsy possono essere trovati più in profondità nelle caverne, o dopo il giorno 7, in superficie. Proprio come la Virginia, sembra essere composta da 3 corpi. Ha 6 braccia, gambe deformate, piedi arretrati e un arto simile a un tentacolo, forse il cordone ombelicale. Non ha una testa o caratteristiche facciali riconoscibili, ma ha una fessura all'estremità frontale che si apre quando rileva il giocatore e si può presumere che veda da quest'area. Oscillerà le braccia quando tenterà di attaccare il giocatore. Nei trailer si vede rompere i muri difensivi in superficie. Ci vogliono 2-3 colpi per uccidere un giocatore senza armatura.

- Virginia: come l'Armsy, sembra essere formato da due (forse tre) corpi che lottano e si contorcono l'uno contro l'altro. La Virginia possiede 6 gambe, piedi ad artiglio, seni e 6 braccia deformi (quattro delle quali sembrano essere state divise a metà). La Virginia è anche l'unico mutante inquietante con genitali visibili, poiché la vulva del corpo femminile anteriore sembra estendersi lungo la parte inferiore per connettersi alla vulva del corpo femminile posteriore. La Virginia non ha tratti del viso. Tuttavia, il lato anteriore della Virginia sembra essere il lato con le due braccia meno deformate con mani funzionali. La Virginia emette rumori striduli come un insetto o uno scorpione, quindi a volte è possibile sentirli prima che vengano visti; tuttavia, è molto più tranquilla rispetto all'Armsy o al Cowman.

- Cowman: a differenza di altri mutanti inquietanti come la Virginia o l'Armsy, i Cowmen hanno caratteristiche facciali e non sembrano essere formati da più corpi sebbene siano anche più alti, più larghi e più forti dei mutanti. Si può dire che i Cowmen assomiglino ad un umano grottescamente obeso o ad un feto umano precoce, come evidenziato dai lineamenti del viso distorti e levigati con minuscole braccia, uno stomaco sporgente, la mancanza di genitali e lo spazio tra le gambe.

- Bambini mutanti: i bambini mutanti possono essere trovati nelle caverne, anche se appariranno in superficie durante o dopo il giorno 7 in compagnia di una Virginia, o saranno prodotti mentre si combatte Megan. A volte possono allontanarsi dalla Virginia per cercare il giocatore, anche se generalmente restano con lei. I bambini mutanti hanno una gamba, con un moncone dove dovrebbe essere l'altro, così come un solo braccio normale, con uno più piccolo e artigliato come l'altro. Stridono come uccelli arrabbiati e strisciano verso distrazioni, come il giocatore che si muove o un bagliore acceso. Spesso possono essere ascoltati prima di essere visti, a causa dei rumori umidi che emettono mentre si trascinano sul terreno. A volte emettono un grido quasi umano quando vengono uccisi, creando una sensazione molto inquietante nel giocatore. È anche possibile per loro abbattere i muri costruiti dal giocatore.

- Blue Armsy: più avanti nel gioco, si può incontrare un Armsy dalla pelle blu. Hanno più salute e sono il 33% più forti di un normale Armsy. Si consiglia al giocatore di prestare particolare attenzione contro un Blue Armsy, a causa delle sue statistiche più elevate. Sebbene chiamati "Blue Armsy", appaiono più grigi, simili ai pallidi mutanti alla luce diretta del sole. Nella caverna 6, si può trovare un Armsy blu a guardia della Keycard e della videocamera insieme a una mezza dozzina di bambini mutanti. Nelle profondità della caverna 7, si incontreranno due Blue Armsy insieme, a guardia di un cancello. Il giocatore deve prestare particolare attenzione quando cerca di affrontare entrambi i mutanti contemporaneamente. Il Blue Armsy può essere trovato in superficie viaggiando con mutanti pallidi e altri mutanti raccapriccianti a partire dal giorno 14. Sebbene siano piuttosto rari per un po', alla fine diventeranno più comuni. Con il passare dei giorni, è possibile avvistare fino a quattro Blue Armsy che viaggiano insieme ad altri inquietanti mutanti, anche se la maggior parte delle volte ce ne sono solo uno o due.

- Blue Virginia: più avanti nel gioco, si può incontrare una Virginia dalla pelle blu. Hanno più salute e sono sia più forti che più veloci. Si consiglia al giocatore di prestare particolare attenzione con le Blue Virginia a causa delle loro statistiche aumentate. Intorno al giorno 14 inizieranno a deporre le uova in superficie, ma è un avvenimento abbastanza raro. Possono spesso viaggiare con altri mutanti inquietanti fino a diventare lentamente molto più comuni. Inoltre, possono essere incontrati nelle caverne, spesso in luoghi in cui alcuni Armsy hanno risieduto in precedenza. Due di questi luoghi sono la caverna dove è presente la motosega e la caverna tra la Katana e la motosega dove prima è presente un Armsy.

- Worm: la creatura Worm, altrimenti nota come "John", sembra essere composta da più (oltre una dozzina) entità più piccole che sembrano lumache con i denti a un'estremità. Queste creature più piccole non possiedono molto potere da sole, ma sembrano avere un'incredibile abilità di attacco quando sono insieme. Sembra che ci siano diversi modi in cui i Worm possano deporre le uova: un gran numero tutto in una volta, solo pochi o uno solo. Se tutti i vermi depongono le uova contemporaneamente, lo fanno con grande forza: questo di solito comporta l'abbattimento di un gran numero di alberi. Se individuano il giocatore, cercheranno molto rapidamente di raggrupparsi in una delle tante forme diverse per rintracciare e attaccare i giocatori. Non puoi raccogliere questo mutante per un'armatura raccapricciante una volta sconfitto, ma puoi colpirlo per ottenere delle ossa. La generazione naturale del verme in superficie è rara. Quando viene creato un Worm, viene scelto un giorno casuale, da 5 a 14 giorni prima dell'attuale giorno di gioco. Quindi, dopo detto giorno, il Worm ha una probabilità del 50% di deporre le uova ogni giorno fino a quando non appare finalmente. Quindi il processo si ripete. Un singolo verme può però generarsi dopo aver sconfitto Megan e aver scelto il finale alternativo.

- Ragazza mutante: la ragazza mutante è un nemico con diverse appendici, che ha al centro un solo verme. Può essere trovato in superficie, dopo che i giocatori hanno terminato la storia e hanno scelto di continuare a giocare attraverso il finale alternativo. Utilizza un modello quasi esatto del boss finale del gioco, sebbene sia molto più debole. Una volta ucciso, il verme ospite rimarrà e inizierà rapidamente a clonarsi per assumere una delle sue numerose forme. Dopo aver inviato una ragazza mutante, si consiglia di uccidere anche il verme ospite, poiché diventerà rapidamente un grosso problema per i giocatori.

## Sviluppo
The Forest è ispirato a film come The Descent e Cannibal Holocaust e a videogiochi come Don't Starve, ed è stato inserito su Greenlight Steam nel 2013. Gli sviluppatori della Endnight Games hanno commentato che si ispireranno anche alla Disney per il gioco, non volendo lasciare la partita "buia e deprimente". Il videogioco è stato sviluppato anche per essere compatibile con l'Oculus Rift. Il team di sviluppo ha preso in considerazione l'utilizzo delle campagne multiplayer e magari anche una modalità co-op per aggiungere senso di casualità del gioco, anche se vogliono mantenersi distanti dagli esempi di multiplayer proposti da DayZ o Rust.
Il team di sviluppo fa utilizzo di effetti visivi cinematografici, avendo lavorato in precedenza per film come The Amazing Spider-Man 2 - Il potere di Electro e Tron: Legacy. Il gioco era sviluppato con Unity 4, anche se ora si è spostato su Unity 5.
Il 10 novembre 2014 uscì la patch per il multi-giocatore su Steam che supporta da 2 a 8 giocatori. Il 6 dicembre dello stesso anno venne annunciata l'uscita del gioco per PlayStation 4. 
Il team ci sta ancora lavorando sopra per correggere eventuali bug e difetti di programmazione generali. 
Il 5 aprile 2018 è stata annunciata l'uscita della versione completa definitiva, 1.0, che finalmente fa uscire il gioco dallo stato di accesso anticipato. La data di pubblicazione è il 30 aprile 2018.
Il 30 maggio 2018 al gioco fu aggiunta la possibilità di giocare in realtà virtuale esclusivamente su PC.

## Critica
Il gioco ha ricevuto un'accoglienza positiva durante il suo periodo di accesso anticipato. Il gioco ha venduto oltre 5,3 milioni di copie su Windows fino a novembre 2018. IGN ha definito il gioco una "memorabile esperienza survival horror", elogiando il gioco per la sua intelligenza artificiale nemica e la storia a più livelli, ma ha criticato le sue impostazioni di visualizzazione, affermando che il gioco può essere a volte troppo buio, soprattutto all'interno delle grotte.
Il successo del gioco ha portato la Endnight a produrre un sequel intitolato Sons of the Forest, annunciato il 13 dicembre 2019 per il 2021, ma posticipato al 23 febbraio 2023 causa COVID-19 e ritardi nello sviluppo.